# 수미 전투
수미 전투(러시아어: Бои за Сумы, 우크라이나어: Бої за Суми)는 2022년 2월 24일 러시아의 우크라이나 침공 당시 벌어진 전투이다. 러시아군은 러시아-우크라이나 국경 근처에 위치한 우크라이나 수미를 점령했다. 초기 저항은 거의 없었다. 그러나 우크라이나 군인과 민병대가 도시 내에서 러시아군과 교전하기 시작하면서 격렬한 시가전이 벌어졌다.

## 전투
2022년 2월 24일 러시아군의 전차 및 부대가 수미로 이동하기 시작했고, 현지 시각 새벽 3시부터 외각에서의 전투가 시작되었다. 우크라이나 방위군과 러시아군 사이에 광범위한 시가전이 있었다. 수미의 한 교회는 전투로 소실되었다. 양군의 교전은 현지 시각으로 지난 2월 24일 오후 10시 30분쯤 우크라이나 제27포병여단이 주둔하고 있는 수미주립대학교 인근에서 계속됐다. 2월 25일 오전 1시 39분, 러시아군이 도시에서 후퇴했다고 보고되었다.
2월 26일, 수미의 거리에서 전투가 다시 벌어졌다. 러시아군은 도시의 절반을 점령할 수 있었지만, 우크라이나군은 도시 전체를 탈환했다. 우크라이나군은 또한 러시아 연료 트럭 호송대를 괴멸시켰다고 주장했다.
2월 27일 아침, 러시아 차량 행렬이 동쪽에서 수미로 진군했다.

## 같이 보기
- 체르니히우 전투
- 키이우 전투 (2022년)